# Terence Fisher
Pour les articles homonymes, voir Fisher.
Terence Fisher est un réalisateur britannique né le 23 février 1904 à Londres (Maida Vale), et mort le 18 juin 1980 à Twickenham dans la même ville.
Il est avant tout connu pour avoir réalisé les plus célèbres films de la firme britannique Hammer Film Productions, tels que Frankenstein s'est échappé, Le Cauchemar de Dracula, qui ont renouvelé les vieux mythes du fantastique avec une mise en scène jouant sur les couleurs, des décors réalistes, et une ambiance gothique.

## Biographie
Fisher est né à Maida Vale, Londres. Il quitte l'école à l'âge de 16 ans et sert dans la marine marchande pendant cinq ans. Il fait ses débuts dans le cinéma aux studios Lime Grove à Shepherd's Bush en 1933.  
Il devient monteur en 1936, travaillant sur le drame historique  Marie Tudor, réalisé par Robert Stevenson.  Fisher est aussi responsable du montage de Le Masque aux yeux verts, un mélodrame réalisé par Leslie Arliss qui connait un grand succès à la fin de la guerre.
Après avoir travaillé comme monteur pendant plusieurs années, Fisher passe à la réalisation en 1948.  Il coréalise notamment deux films avec Antony Darnborough, Si Paris l'avait su, oeuvre tenant du film d'époque et du récit à énigme, ainsi que Égarements, un drame sentimental adapté d'une pièce de Noel Coward.
En 1951, Fisher travaille pour la première fois avec la maison de production  Hammer, pour laquelle il signera un total de 29 films. Cette première collaboration, un mélodrame policier à petit budget intitulé en anglais The Last Page, est suivi d’autres œuvres comme le film de science-fiction Enquête dans l'espace ou le polar Meurtres sans empreintes. 
Vers la fin des années 1950, la carrière de Fisher prend un tournant important lorsque la Hammer lui confie la réalisation de Frankenstein s'est échappé, une relecture du célèbre récit qui sera aussi le premier film en couleur produit par la firme.  Le film remporte un succès considérable, entrainant Fisher et la Hammer à faire revivre un autre mythe : celui du vampire Dracula. 
Cette version de Dracula (intitulée en français Le Cauchemar de Dracula) est particulièrement importante pour l'esthétique des films de vampires et du cinéma fantastique en général : c'est la première fois que l'on voit les canines proéminentes de Dracula, du sang à l'écran, et une tension érotique inédite. Il a aussi révélé les deux acteurs : Peter Cushing et Christopher Lee.
Fisher enchaine avec La Revanche de Frankenstein, suite directe à Frankenstein s'est échappé.  Toujours pour la Hammer, Fisher s'attaque ensuite à faire revivre Sherlock Holmes (Le Chien des Baskerville, avec Peter Cushing dans le rôle du célèbre détective) et à ressusciter le loup-garou (La Nuit du loup-garou, premier film dans lequel Oliver Reed tient le rôle principal).  Il revisite aussi Le Fantôme de l'Opéra, mais sa version connait peu de succès, ce qui l'éloigne des studios Hammer pendant quelque temps.  Il renoue avec la Hammer en tournant La Gorgone.
Son dernier film sera Frankenstein et le Monstre de l'enfer qui sera également le dernier Frankenstein de la Hammer Film Productions).
Il succombe à un infarctus à l'âge de 76 ans.

## Filmographie

### Réalisateur de cinéma
- 1948 : Song for Tomorrow
- 1948 : Colonel Bogey
- 1948 : To the Public Danger
- 1948 : Le Mystère du camp 27 (Portrait from Life)
- 1949 : Marry Me!
- 1949 : Égarements (The Astonished Heart)
- 1950 : Si Paris l'avait su (So Long at the Fair)
- 1951 : Home to Danger
- 1952 : The Last Page
- 1952 : Wings of Danger
- 1952 : Le Visage volé (Stolen Face)
- 1952 : Distant Trumpet
- 1953 : Mantrap
- 1953 : Four Sided Triangle
- 1953 : Enquête dans l'espace (Spaceways)
- 1953 : Blood Orange
- 1954 : Face the Music
- 1954 : Murder by Proxy
- 1954 : Meurtres sans empreintes (The Stranger Came Home)
- 1954 : Final Appointment
- 1954 : La Course à la mort (Mask of Dust)
- 1955 : Children Galore
- 1955 : Stolen Assignment
- 1955 : The Flaw
- 1956 : The Gelignite Gang
- 1956 : Le Dernier Homme à pendre (The Last Man to Hang?)
- 1957 : Frankenstein s'est échappé (The Curse of Frankenstein)
- 1957 : Meurtre sur un air de rock (Kill Me Tomorrow)
- 1958 : Le Cauchemar de Dracula (Horror of Dracula)
- 1958 : La Revanche de Frankenstein (The Revenge of Frankenstein)
- 1959 : Le Chien des Baskerville (The Hound of the Baskervilles)
- 1959 : La Malédiction des pharaons (The Mummy)
- 1959 : L'Homme qui trompait la mort (The Man Who Could Cheat Death)
- 1960 : Les Étrangleurs de Bombay (The Stranglers of Bombay)
- 1960 : Les Deux Visages du Docteur Jekyll (The Two Faces of Dr. Jekyll)
- 1960 : Les Maîtresses de Dracula (The Brides of Dracula)
- 1960 : Le Serment de Robin des Bois (Sword of Sherwood Forest)
- 1961 : La Nuit du loup-garou (The Curse of the Werewolf)
- 1962 : Le Fantôme de l'Opéra (The Phantom of the Opera)
- 1962 : Sherlock Holmes et le collier de la mort (Sherlock Holmes und das Halsband des Todes)
- 1964 : The Horror of It All
- 1964 : La Gorgone (The Gorgon)
- 1965 : The Earth Dies Screaming
- 1966 : Dracula, prince des ténèbres (Dracula: Prince of Darkness)
- 1966 : L'Île de la terreur (Island of Terror)
- 1967 : Frankenstein créa la femme (Frankenstein Created Woman)
- 1967 : La Nuit de la grande chaleur (Night of the Big Heat)
- 1968 : Les Vierges de Satan (The Devil Rides Out)
- 1969 : Le Retour de Frankenstein (Frankenstein Must Be Destroyed)
- 1974 : Frankenstein et le Monstre de l'enfer (Frankenstein and the Monster from Hell)

### Réalisateur de télévision
- 1955 : Robin des Bois (série télé)
- 1957 : Sword of Freedom (en) (série télé)